# Cadena Ibérica
La Cadena Ibérica va ser una cadena de ràdio espanyola creada en 1988. En 1997 va canviar la seva marca per Radio España, prenent el nom de la seva capçalera, la històrica EAJ-2, emissora degana de la ràdio madrilenya. Va desaparèixer en 2001, quan el seu propietari, el Grup Planeta, va desmantellar les emissores i va llogar les freqüències a Onda Cero.
Emetia una programació generalista, encara que també disposava d'una cadena de radiofórmula musical, anomenada en els seus inicis Top 40 i, posteriorment, Cadena Top Radio i Top Radio España.

## Història
El naixement de Cadena Ibérica està lligat a la figura d'Eugenio Fontán, històric director general de la Cadena SER, des de 1963 fins a 1985. Aquest any, la compra de la SER per part del Grup PRISA va provocar la seva sortida de l'emissora. A la seva marxa, Fontán va vendre el paquet accionarial de la seva família a la família Polanco i, juntament amb els diners de la seva indemnització, va comprar –a través de la societat Unión Ibérica de Radio, SA - la històrica Radio España de Madrid (EAJ-2), la segona estació de ràdio més antiga del país.
Amb aquesta emissora com a capçalera, en 1988 Fontán va iniciar un procés d'expansió per tot el país, sota el nom de Cadena Ibérica, que es va formar inicialment amb tres emissores pròpies (Radio España en OM a Madrid, Radio Top en FM en Madrid i Radio Compostela en FM a Santiago) al costat de 17 estacions associades. Un dels seus socis principals era Radio Miramar, que emetia per l'ona mitjana a Barcelona i que acabava de trencar la seva vinculació amb la Cadena COPE. Miramar tenia, a més, tres emissores que funcionaven amb el seu nom en les tres capitals de província del País Basc: Bilbao, Sant Sebastià i Vitòria. A Aragó, gràcies a l'acord amb Radio Heraldo Cadena Ibérica també disposava d'emissores en les tres capitals de província: Osca, Terol i Saragossa. I a Galícia Cadena Ibérica també estava present gràcies a la seva aliança amb Radio Noroeste, la seu central del qual estava a Vigo.
Cadena Ibèrica va iniciar les seves emissions com a tal el 5 de setembre de 1988, amb l'eslògan La voz que no clama en el desierto. El seu programa estrella era la tertúlia política La espuela, realitzada cada mitjanit per Alejo García, Ramón Pi i Carlos Dávila. Al migdia s'emetia Mitad y mitad, un espai sobre espectacles i crònica social presentat pel mateix Alejo García i Jesús Mariñas, i de matinada s'emetia Medianoche, programa sobre fenòmens paranormals conduït per Antonio José Ales. La programació en cadena es completava amb els serveis informatius, dirigits per Carlos Peñaloza. La resta d'hores es realitzaven en desconnexió des de les diferents emissores associades, donant així especial rellevància a la programació local. També van formar part de la graella de la Cadena Ibérica en els seus primers anys programes com el magazín de tardes d'Odette Pinto, Las tardes de Odette, realitzat des de Radio Miramar de Barcelona; El topo deportivo, de JJ Santos; el despertador humorístic Arús con leche, d'Alfons Arús, realitzat en connexió amb la Cadena Catalana; i El callejón, tertúlia taurina presentada per Alejo García, amb la participació de José Antonio del Moral, Matías Prats, Manuel Alcántara, Andrés Amorós i José Joaquín Gordillo, entre d'altres.
Unión Ibérica Radio funcionava en els seus orígens com una empresa familiar, amb Eugenio Fontán en la presidència, la seva esposa, María Teresa Oñate Gil com a subdirectora general i els seus fills, Javier i Eugenio, com a subdirector adjunt i director de Top 40, respectivament.
Entre 1989 i 1990 la Cadena Ibérica va continuar el seu procés d'expansió per tot el país, gràcies a les freqüències obtingudes en concursos públics i a nous pactes amb emissores independents, sumant a la seva xarxa les estacions d'Alacant (Radio Top 40 - Radio Información), València (Radio Levante), Castelló de la Plana, Sevilla (Radio Meridional), Pamplona, Calahorra (La Voz de La Rioja), Las Palmas de Gran Canària (Canal 28), Malparamos, Càceres (Radio Estudio) i diverses a Galícia. Tanmateix, en 1990 les tres emissores aragoneses de Radio Heraldo es van desvincular de la cadena i, un any més tard, Radio Miramar de Barcelona, al costat de les seves tres emissores al País Basc, va fer el propi després de ser comprada per la COPE. Per a reemplaçar-la, la Cadena Ibérica es va fer amb una altra emissora barcelonina, Radio Tiempo (94.9 freqüència modulada), adquirida a Sistemas Radiofónicos, SA.
En setembre de 1991 Cadena Ibérica va realitzar un important canvi de format, deixant la programació convencional generalista únicament en la seva emissora d'ona mitjana -Radio España de Madrid- i convertint les emissores en freqüència modulada en radiofórmules musicals, la capçalera de les quals seria Top 40, l'estació en FM de Radio España de Madrid (antiga Onda Dos). Les emissores d'aquest nou canal de radiofórmula van prendre el nom de Cadena Top Radio.
A nivell de programació, un dels canvis significatius en 1991 va ser en l'àrea d'esports, amb la marxa de JJ Santos i el fitxatge de Pedro Pablo Parrado, per a presentar Goles i Match Parrado. Al costat d'ell, van formar part de l'equip d'esports de Cadena Ibèrica periodistes com Juanma Rodríguez, José Damián González, Héctor del Mar o Antonio Lobato. Durant la temporada 1992-93 es va emetre Justo al mediodía, programa dedicat a la cobla i la cançó espanyola, presentat per Justo Molinero i que s'emetia en connexió amb l'emissora barcelonina Radio Tele-Taxi. Altres espais destacats de la primera meitat dels anys noranta van ser el magazín de tardes Como la vida misma, de 16 a 20h amb Ketty Kauffman, i el de matins Entre nosotros -estrenat en setembre de 1994- de 9 a 12h amb Andrés Caparrós. i el programa "España al mediodía" presentat per Pepe Cañaveras i que fou reconegut amb l'"Antena de Oro" per l'Associació de Professionals de Ràdio i Televisió.
Al març de 1993 el grup mexicà Televisa, mitjançant l'empresa Radiópolis, va entrar en l'accionariat d'Unión Ibérica de Radio, SA, adquirint el 25% de les accions, després d'una ampliació de capital. En els següents anys, Televisa va anar augmentant progressivament la seva participació en la Cadena Ibérica, fins que al desembre de 1996 va passar a controlar el 100% de la societat, després de comprar-li a la família Fontán el seu paquet accionarial. En juny de 1997 el grup Prensa Española, editor del diari ABC, va entrar també en l'accionariat, després de pactar amb Televisa l'adquisició del 25% del capital d'Unión Ibérica Radio. L'acord entre totes dues empreses establia que Prensa Española es faria càrrec tant de la gestió com de la publicitat de la Cadena Ibérica, i José Antonio Sánchez, fins llavors redactor-cap d'ABC, va ser nomenat president del consell d'administració i director general de la cadena. Paral·lelament, Luis María Anson, fins aleshores director d'ABC, fou nomenat president de Televisa España.
Al setembre de 1997, sota la propietat de Televisiva, la majoria de les emissores del grup, incloent les radiofórmules de Cadena Top, van passar a emetre una programació generalista, adoptant la marca de la seva capçalera, Radio España, en substitució la denominació Cadena Ibérica.
L'etapa de Prensa Española en la cadena tan sols va durar cinc mesos, fins a octubre de 1997, a causa de les discrepacias sorgides amb la cúpula directiva del Grup Televisa, renovada després de la mort del seu propietari i fundador, Emilio Azcárraga. Després de la ruptura, el grup mexicà va recuperar el 25% de les accions que havia venut a l'editora d'ABC. No obstant això, a causa de la legislació espanyola, que limitava la participació d'inversors estrangers en mitjans de comunicació a un màxim del 25% del capital, al febrer de 1998 Televisa es va veure obligada a desprendre's del 75% d'Unión Ibérica de Radio. Va repartir aquestes accions, a parts iguals, entre Telecomunicaciones de Burgos -editora del Diari de Burgos- i les constructores valencianes Guadalmediana i Inversiones Cañete. Per llavors la cadena ja acumulava importants pèrdues econòmiques.
Al setembre de 1998, amb l'objectiu de competir amb les grans cadenes, Radio España va iniciar una nova programació basada en el fitxatge de rostres populars. El major cop d'efecte va ser la contractació de l'equip del programa La Mañana de la Cadena COPE -el seu presentador, Antonio Herrero, havia mort poques setmanes abans- per a posar en marxa un magazín matinal d'idèntiques característiques, dit Cada día i conduït per Antonio Jiménez. També es va contractar Julián Lago per moderar La espuela, un espai emblemàtic de la cadena que continuava en la graella. Per la seva part, Teresa Viejo passà a les tardes per assumir la conducció del magazín Tardes con Teresa, que comptava amb col·laboradors com Alessandro Lecquio, mentre que Pedro Pablo Parrado es va posar al capdavant d'un carrusel de retransmissions esportives els caps de setmana.
Tanmateix, poc després, al novembre de 1998, Televisa, que havia iniciat un procés de reorganització després de la mort de Emilio Azcárraga, va anunciar la venda de les seves inversions a Espanya. Luis María Anson es va quedar amb el 25% de les accions que el grup mexicà controlava d'Unión Ibérica de Radio, com a indemnització per la seva sortida de la presidència de Televisa Espanya. No obstant això, a penes mig any més tard, Anson va vendre la seva participació a Urex Inversions, una empresa filial de la tabaquera pública Tabacalera. Pocs mesos després el grup Telefónica Media va negociar també la seva entrada en accionariat de Ràdio Espanya, amb l'objectiu d'aconseguir una freqüència en la ona mitjana en Madrid on emetre la programació de la seva cadena Onda Cero. Encara que la compra finalment no va cristal·litzar, sí que va haver-hi un acord perquè, durant la temporada 1999-2000 totes dues cadenes -Onda Cero i Radio España- emetessin de forma conjunta diverses franges de programació: al matí (de 06.00 a 08.00) l'informatiu Protagonistas cada día, que dirigia Antonio Jiménez, i a les tardes (de 16.00 a 19.00) el magazín A toda radio de Marta Robles.
Al juliol de 1999 l'empresari Blas Herrero, propietari d'una sesentena d'emissores que estaven associades a Onda Cero, va desconnectar d'aquesta cadena les seves quatre emissores a Castella i Lleó (Radio Ávila, Radio Soria, Radio Astorga i Radio Almazán) i les va associar a Unión Ibérica, quedant com a repetidors de Radio España. Aquest canvi va ser motivat per un desencontre econòmic entre Herrero i Telefónica, companyia que acabava d'adquirir la cadena de la ONCE. Vuit mesos més tard, al febrer de 2000, Herrero va repetir l'operació amb les seves freqüències de Ràdio Blanca en el Principat d'Astúries (a Gijón, Avilés, Navia, Mieres i Llanes), alhora que va anunciar un acord per a traspassar tota la seva xarxa d'emissores d'Onda Cero a la cadena Radio España. Un pacte que no arribaria a materialitzar-se, perquè després d'un any de negociació, al febrer de 2001 Herrero va tornar a vincular les seves emissores al grup Onda Cero.
A l'octubre de 2000 es va produir un nou canvi accionarial a Unión Ibérica de Radio, quan el Grup Planeta, a través de la seva filial Planeta 2010, va comprar, per 2.000 milions de pessetes el 20% de les accions d'Immobiliaria Guadalmina i el 15% de Telecomunicaciones de Burgos. D'aquesta manera Planeta es va convertir en el soci majoritari de Radio España, el capital del qual quedava repartit entre el grup editor català amb el 35%, Altadis (antiga Tabacalera) amb el 25%, Immobiliària Guadalmedina amb el 20% i Inversiones Cañete i Telecomunicaciones de Burgos amb un 10% cadascun.
Tan sols vuit mesos després, al juny de 2001, davant les pèrdues contínues de Radio España -que en aquest moment acumulava un deute de 5.000 milions de pessetes- Planeta va anunciar un pla de sanejament de la cadena, que passava per l'acomiadament de 170 dels seus 208 empleats (el 81% de la plantilla), el tancament de les emissores i el lloguer de les seves vint freqüències, en règim de lísing, a altres operadors. Encara que els plans de Planeta preveien mantenir únicament la radiofórmula de Cadena Top, finalment aquesta opció va quedar desestimada i l'emissora Top Radio -la històrica Radio España FM de Madrid- va ser venuda al grup mexicà Grupo Multimedios, que la gestiona a dia avui. L'emissora de Sevilla va ser clausurada i Planeta va arribar a un acord per a arrendar a Onda Cero les 18 freqüències restants: Madrid en l'ona mitjana i Barcelona, València, província de Castelló, Alacant, Bullas (Múrcia), Palma, Santa Eulària des Riu (illa d'Eivissa), la Corunya, Comarca de Muros, Santiago de Compostel·la, Vigo, Valladolid, Zamora, Pamplona, Miranda de Ebro, Calahorra i Majadahonda (en la freqüència modulada). El 23 de setembre de 2001 Onda Cero va iniciar les seves emissions per aquestes freqüències i, d'aquesta manera, es posava fi a Radio España-Cadena Ibérica i als 77 anys d'història d'EAJ-2.
Encara que l'acord de lloguer era per deu anys -fins a 2011- al juliol de 2007 Uniprex, societat propietària d'Onda Cero, va adquirir el 100% de les accions d'Unión Ibérica Ràdio.

## Cadena Ibérica en l'actualitat
Les diferents emissores no musicals de Radio España, Cadena Ibérica i Unió Ibérica Ràdio són: Onda Cero.
Les diferents emissores musicals de Radio España, Cadena Ibérica i Unión Ibérica Radio són: Europa FM i Melodia FM.
Cadena Ibérica emet des de Madrid en FM i a través de la seva pàgina web, des del 4 de gener de 2016. És totalment aliena a aquella Ràdio España Cadena Ibérica, l'actual propietat de la cadena va rescatar aquesta marca en el 2015.